# Železniční stanice Netivot
Železniční stanice Netivot (hebrejsky תחנת הרכבת נתיבות, Tachanat ha-rakevet Netivot) je železniční stanice na nově budované železniční trati Aškelon–Beerševa v jižním Izraeli.
Leží v jižní části Izraele v pobřežní nížině, v nadmořské výšce cca 160 metrů. Je situována na východní okraj města Netivot poblíž dálnice číslo 25 u vesnice Bejt ha-Gadi.
Stanice byla slavnostně uvedena do provozu 15. února 2015 jako druhá na nově budované trati z Aškelonu směrem na jih do Beerševy. V té době se uvádělo, že na trati jezdí v každém směru 20 vlaků denně, přičemž cesta z Netivot do Tel Avivu trvala něco přes jednu hodinu. Vzhledem k blízkosti Pásma Gazy jsou vlakové soupravy vybaveny zesíleným pláštěm proti raketovým útokům.